# SECAM

Färg-TV-system. Länder som använder SECAM visas i orange.

SECAM, Séquentiel Couleur à Mémoire, är ett analogt färgtelevisionssystem först använt i Frankrike. En grupp ledd av Henri de France vid Compagnie Française de Télévision (senare uppköpt av Thomson) uppfann SECAM. Det är, historiskt sett, den första europeiska färg-TV-standarden.

## Tekniska detaljer
Som med de andra färg-TV-standarderna för TV-utsändningar runt om i världen, är SECAM en "kompatibel" standard, vilket betyder att monokroma/svartvita TV-mottagare tillverkade före införandet av SECAM fortfarande kan visa sändningar i SECAM. På grund av kompatibilitetskravet, lägger färg-TV-standarden till en andra signal till den underliggande monokroma signalen, och denna signal bär färginformationen, kallad krominans eller förkortat C, medan den svartvita informationen kallas luminans (förkortat Y). Äldre TV-mottagare kan bara visa luminans medan färg-TV-mottagare kan hantera bägge signalerna.
För kompatibilitet är det dessutom nödvändigt att inte använda mer bandbredd än vad den monokroma signalen ensamt gör. Därför måste färgsignalen på något vis föras in i den monokroma signalen, utan att störa den. Detta är möjligt tack vare att den monokroma TV-signalens spektrum inte är kontinuerligt. Där finns ett tomt utrymme vilket kan utnyttjas. Denna avsaknad av kontinuitet kommer av signalegenskapen, vilken är indelad i rutor och linjer. Analoga färg-TV system skiljer sig åt genom hur det tomma utrymmet används. Färgsignalen är alltid insatt i slutet av den monokroma signalens spektrum. För att kunna separera färgsignalen från den monokroma signalen i mottagaren, måste en fixerad frekvensbärvåg användas. Denna bärvåg moduleras av färgsignalen.
Färgrymden är för det mänskliga seendet naturligt tredimensionell, så efter ha undertryckt luminansen, som är överförd av grundsignalen, måste färgbärvågen fortsättningsvis bära en tvådimensionell signal. Röd (R) och blå (B) information överförs i färgbärvågen eftersom skillnaden mot luminansen (R-Y och B-Y) är starkare än den från grön (G-Y). SECAM skiljer sig från de andra färg-TV-systemen genom hur R-Y och B-Y signalerna överförs.
För det första använder SECAM frekvensmodulation för att lägga på krominansinformation över bärvågen. Och för det andra, istället för att sända den röda och blåa informationen tillsammans, sänds de var för sig och använder informationen om nästa linje från den föregående linjen. SECAM använder en fördröjningslinje, en analog minnesenhet, för att lagra en färginformationslinje. Detta är orsaken till namnet "Sekventiell, med minne".
Eftersom SECAM använder frekvensmodulering, är det fritt från färgstörningar orsakade av fasfel, till skillnad mot PAL och NTSC på grund av deras kompositsignal.
Det betyder att den vertikala färgupplösningen är halverad jämfört med NTSC. Men den är inte halverad jämfört med PAL. Fastän PAL inte utelämnar halva vertikala färginformationen under införingsfasen, kombinerar den färginformation från angränsande linjer i avkodningsfasen, för att kompensera för fasfel i färgbärvågen som kan uppstå under utsändningen från den amplitudmodulerade färgbärvågen. Detta görs normalt genom att använda en fördröjningslinje likt i SECAM (resultatet kallas PAL DL eller PAL Delay Line, ibland tolkat som DeLuxe), men kan bli "visuellt" utfört i billiga TV-apparater (PAL Standard). På grund av FM-moduleringen av SECAM:s färgbärvågor är SECAM okänsligt för fas- eller amplitud-fel. Fasfel orsakar inte förlust av färgmättnad i SECAM, vilket det gör i PAL. I NTSC orsakar sådana fel färgskiftningar.
Färgskillnadssignalerna i SECAM är faktiskt uträknade i YDdDr färgrymd, vilken är en nedskalad version av YUV färgrymd. Denna kodning är bättre anpassad till utsändning av endast en signal i taget.
Frekvensmodulation av färginformationen medför att SECAM kan vara fri från "dot crawl"-problemet, vanligt förekommande i de andra analoga TV-standarderna, ett välkänt problem med Laserdisc. "Dot crawl" kan tas bort från PAL- och NTSC-kodade signaler genom att använda ett kamfilter. Ett sådant filter finns oftast i dyrare TV-mottagare. "Dot crawl"-mönster (animerade schackrutor) syns lätt längs med vertikala linjer i DVD-menyer. De syns även på dyrare TV-skärmar (till exempel plasma) om dessa skärmar är anslutna till en signalkälla (DVD-spelare) genom komposit PAL- eller NTSC-anslutning, istället för till exempel RGB.
Idén om att reducera den vertikala upplösningen i TV rent generellt kommer ifrån Henri de France, som observerade att färginformationen är ungefär identisk med två efterföljande linjer. Eftersom färginformationen var framtagen för att vara billig och bakåtkompatibel med den monokroma signalen, har färgsignalen en lägre bandbredd än luminanssignalen och därmed lägre horisontell upplösning. Som tur är, är det mänskliga ögat uppbyggt så här: det uppfattar förändringar i luminansen vid en högre upplösning än förändringar i krominansen. Så denna asymmetri har ett ytterst litet synbart genomslag. Det var därför också logiskt att reducera den vertikala färgupplösningen.
En liknande paradox gäller för den vertikala upplösningen på TV generellt: reducering av videosignalens bandbredd kommer att bibehålla den vertikala upplösningen, även om bilden förlorar skärpa och är suddig i horisontell riktning. Därmed skulle videon kunna vara skarpare vertikalt än horisontellt. På grund av sammanblandning är den vertikala upplösningen faktiskt inte lika stort som antalet avsökningslinjer. Att sända en bild med alldeles för hög vertikal detaljupplösning, kommer det att orsaka irriterande blink på TV-skärmen eftersom små detaljer endast kommer att dyka upp på en enda linje och därmed bli uppdaterad vid halva frekvensen. Datorgenererad text och inlägg måste köras försiktigt genom ett lågpassfilter för att förhindra detta.
SECAM är robustare på längre avstånd eftersom amplituden är bibehållen tack vare FM-modulationen men är känsligt för korsfärger. På längre avstånd när en TV-mottagare kan motta signaler via reflexer i terrängen, kan minneskretsen tappa synkningen och ett välkänt fenomen kallat SECAM fire kan uppstå. Bilden blinkar med främst röda och blå streck eller röda fält.

## Historia
Arbetet med SECAM påbörjades 1956. Tekniken var klar redan i slutet av 1950-talet, men detta var för tidigt för ett bredare införande. I början utprovades och testades en version av SECAM för den franska 819-linjer TV-standarden, men den blev aldrig införd. Då man följde den pan-europeiska överenskommelsen om att införa TV med endast 625 linjer, fick Frankrike påbörja en ombearbetning till ett 625-linjers standardsystem, vilken gjordes i början av 1960-talet i samband med starten av en andra TV-kanal.
Det första föreslagna systemet hette SECAM I 1961, efterföljt av studier för att förbättra kompatibilitet och bildkvalitet. Dessa förbättringar kallades SECAM II och SECAM III där det senare presenterades inför 1965 års CCIR Generalförsamling i Wien. Vidare förbättringar blev SECAM III A efterföljt av SECAM III B, vilket blev det antagna systemet för offentligt bruk 1967.
Sovjetiska tekniker var involverade i utvecklingen av standarden och konstruerade till och med en egen inkompatibel version kallad NIR eller SECAM IV, vilken aldrig kom att användas. Gruppen arbetade vid Moskvas Telecentrum under professor Sjmakovs ledning. Beteckningen NIR kommer av namnet Nautsjno Issledivatelskij Institut Radio NIIRs forskningsinstitut som var involverat i studierna. Två standarder utvecklades. Icke-linjär NIR i vilken en analog process för gammakorrektion används och Linjär NIR vilken utelämnar det.
SECAM infördes i Frankrike den 1 oktober 1967, i la deuxième chaîne (den andra kanalen), idag kallad France 2. En grupp av fyra välklädda herrar - en presentatör och tre bidragsgivare till systemets utveckling, inklusive De France - syntes stående i en studio. Med nedräkning från 10, växlades den ursprungliga svartvita bilden över till färg. Då förklarade presentatören "Et voici la couleur!" (fr: Och här är färg!”).
De första färg-TV-apparaterna kostade 5000 Francs. Färg-TV var inte särskilt populärt i början. Omkring 1500 personer följde invigningsprogrammet i färg. Ett år senare hade endast 200 000 mottagare sålts av förväntade en miljon. Det påminde om den långsamma utvecklingen av färg-TV:s popularitet i USA:
SECAM infördes senare i tidigare franska och belgiska kolonier, Grekland, Sovjetunionen och Östblocket (bortsett Rumänien, Albanien och Jugoslavien vilka använde PAL från första början) och länder i Mellanöstern. Med kommunismens fall och en efterföljande period när multi-standard-TV-mottagare blev en handelsvara beslöt många östeuropeiska länder att övergå till PAL.
Andra länder, däribland Storbritannien och Italien, experimenterade för ett kort tag med SECAM innan man bestämde sig för PAL.

### Utveckling
Några har hävdat att den huvudsakliga orsaken till utvecklandet av SECAM i Frankrike var för att skydda den inhemska TV-industrin.
Hursomhelst hade inkompatibilitet redan börjat med det ovanliga beslutet att anta positiv videomodulation för franska sändningar. Det gamla brittiska System A var det andra systemet att använda positiv videomodulation. Bara är att nämna var SECAM-utvecklingen föregångare till PAL-utvecklingen. NTSC var utvärderat som olämpligt i Europa på grund av sina nyansproblem, vilket krävde en extra justeringskontroll, vilket SECAM och PAL löste utan en justeringskontroll. PAL utvecklades av Telefunken, ett tyskt företag och i efterkrigstidens de Gaulle-era hade det varit och blivit ett stort politiskt motstånd att överge ett franskt utvecklat system för anta ett tyskt utvecklat system istället. Till skillnad från några andra tillverkare, sålde företaget som utvecklade SECAM, Thomson TV-apparater över hela världen under olika märken. Thomsom köpte upp företaget som utvecklade PAL, Telefunken och idag samägs också RCA-märket - RCA, utvecklaren av NTSC. Thomson var även delaktig i utvecklingen av ATSC-standarden som används för amerikansk high definition TV.

### Varför SECAM utanför Frankrike?
Införandet av SECAM i Östeuropa kan härledas till det Kalla Krigets maktspel. T.ex. var den östtyska centralkommittén mycket väl medvetet om den västtyska televisionens popularitet och antog SECAM istället för PAL som användes i Västtyskland. Detta hindrade dock inte ömsesidig mottagning i svartvitt eftersom de bakomliggande bild- och ljudfrekvenserna förblev densamma i bägge delarna av Tyskland. Östtyskarna svarade med att köpa PAL-dekodrar för sina SECAM-mottagare. Till sist slutade regeringen i Östberlin att bry sig om eller uppmärksamma så kallad "Republikflucht via Fernsehen" eller "Republikflykt via TV". TV-apparater senare tillverkade i Östtyskland inkluderade en dubbeldekoder för PAL/SECAM.
Hursomhelst är PAL och SECAM standarder för färgöverföringen. De används tillsammans med äldre standarder för de underliggande monokroma signalerna. Namnen på dessa monokroma standarder har bokstäver till exempel M, B/G, D/K och L. Se CCIR, OIRT och Federal Communications Commission (FCC).
Dessa signaler är mer viktiga för kompatibilitet än vad färgöverföringen är. De skiljer sig åt genom AM- eller FM-modulation, signalpolarisation, relativa frekvenser inom kanalen, bandbredd osv. Till exempel en PAL D/K TV-mottagare kan ta emot en SECAM D/K signal (om än i svartvitt), medan den inte kommer att kunna avkoda ljudet från en PAL B/G signal. Så även innan SECAM kom till de östeuropeiska länderna, kunde (andra än de i Östtyskland och Jugoslavien) de flesta inte ta emot TV-program från Västeuropa. Detta, tillsammans med språkliga hinder, gjorde det i de flesta länderna att endast svartvit mottagning var problemfri.

## SECAM-varianter
1. Franska SECAM (SECAM-L) Franska SECAM (SECAM-L) använt endast i Frankrike, Luxemburg (endast RTL9 på CH 21 från Dudelange) och Tele Monte-Carlo sändarna i södra Frankrike
2. SECAM-B/G SECAM-B/G använt/användes i Mellanöstern, forna Östtyskland och Grekland
3. SECAM D/K SECAM D/K är använt i Oberoende Staters Samvälde och i delar av Östeuropa (SECAM använt med D och K monokroma TV-sändningar).
4. SECAM-H
5. Omkring 1983–1984 en ny färgidentifikationsstandard ("Line SECAM eller SECAM-H") introducerades för att möjliggöra mer utrymme tillgängligt inuti signalen för att kunna lägga till text-TV-information (från början enligt Antiope-standarden.) Identifieringsburstsignaler har lagts till per linje (som i PAL) istället för per bild. Väldigt gamla SECAM TV-mottagare kanske inte kan visa färgen från dagens utsändningar. Trots allt ska vilka TV-mottagare som helst tillverkade efter mitten av 1970-talet kunna ta emot någon av varianterna.
6. SECAM-K Frankrike introducerade även SECAM-standarden för deras kolonier. SECAM-standarden som togs i bruk i Frankrikes utomeuropeiska besättningar (även i afrikanska länder som en gång styrdes av Frankrike) var en aning annorlunda från den SECAM användes i själva Frankrike. SECAM-standarden som användes i själva Frankrike var SECAM-L och en egen variant av kanalindelningen för VHF-kanalerna 2-10. Franska utomeuropeiska besittningar och många fransktalande afrikanska länder använder SECAM-K standard och en ömsesidig inkompatibel variant av kanalindelningen för VHF-kanalerna 4-9 (ej kanalerna 2-10)

### MESECAM (hemvideo)
MESECAM är en metod för att spela in SECAM-färgsignaler på ett VHS-band. Det får inte förväxlas med en utsändningsstandard. "Inhemsk" SECAM-inspelning var ursprungligen avsett för den franska marknaden. I ett senare skede, när både PAL- och SECAM-signaler fanns tillgängliga (främst i Mellanöstern, därav smeknamnet "Middle East SECAM"), utvecklades en billig metod för att konvertera PAL VHS-spelare till att spela in SECAM-signaler genom att även använda PAL-kretsarna. Ett band producerat med denna metod är inte kompatibel med "inhemska" SECAM-band producerade för videoapparater på franska marknaden. Innehållet kommer att endast spelas upp i svartvitt, färgen är borta. Kvar i världen är två inkompatibla standarder för att spela in SECAM på VHS. För att vara en omarbetning, är MESECAM betydligt mer spridd runt om i världen än "inhemsk" SECAM. Det har varit den enda metoden att spela in SECAM-signaler till VHS i nästan alla länder som någon gång har använt SECAM, inklusive Mellanöstern och alla länder i Östeuropa. "Inhemsk" SECAM-inspelning (försäljningsterm: "SECAM West") används enbart i Frankrike och i angränsande länder. De flesta VHS-spelare lanserade som "SECAM-kompatibla" utanför Frankrike, förväntas bara vara av MESECAM-typ.

#### Teknisk bakgrund
Luminanssignalen spelas in i dess ursprungliga form (om än med något reducerad bandbredd) men krominanssignalen på omkring 4,4 MHz är för känslig och för liten i sin frekvens, på grund av små oundvikliga variationer i bandhastigheten för att kunna spelas in direkt. Istället är den först nedkonverterad till den lägre frekvensen 630 kHz och PAL:s komplexa bärvågsegenskaper betyder att nedkonverteringen måste göras genom en heterodyn för att säkerställa att information inte går förlorad. SECAM-bärvågen, en enkel FM-signal, behöver inte en sådan komplex hantering. VHS-standarden kräver att det helt enkelt delas med 4 om inspelningen för att ge bärvågen 1.1 MHz och multiplicera åter med 4 vid uppspelning. En äkta duo-standard PAL- och SECAM-videobandspelare kräver därför två färghanteringskretsar, därtill komplexitet och kostnad. Eftersom några länder i Mellanöstern använder PAL och några andra använder SECAM, har regionen antagit en genväg och använder en PAL-mixer som tillvägagångssätt för att nedkonvertera både PAL och SECAM. Detta fungerar väl och förenklar videons design.
Det är intressant att notera att det är ofta möjligt att spela in SECAM-video på en omodifierad PAL-video, genom att skapa MESECAM-band, vilka kan spelas upp i färg genom en annan PAL-video på en SECAM-TV. Enkla PAL-videor fungerar bättre för detta, andra som är mer avancerade känner av SECAM-signalen som "icke-PAL" och vägrar att spela in det i färg. De flesta PAL VHS-videor i västra Schweiz (Suisse Romande), med MESECAM, har fått sin analoga mottagare modifierade. Ursprungliga mottagare har endast CCIR B/G-mottagning. Schweiziska importörer lade till en egentillverkad krets, med en särskild IC-krets, för den franska L-standarden. Tunern blev multistandard men videoapparaterna spelade in franska utsändningar i MESECAM och banden spelades upp i svartvitt på SECAM-spelare och SECAM-band spelades upp i svartvitt i dessa modifierade videor. Ett särskilt märke sattes på videobandspelaren "PAL+SECAM".

## Problem med standarden
Olikt PAL och NTSC, kan inte en analog SECAM-signal redigeras i sin ursprungliga form. Detta är för att det använder frekvensmodulation (FM), och är därför inte linjär med hänsyn till den inmatade bilden (det är även vad som skyddar den mot signaldistortion). Att elektriskt mixa två (synkroniserade) SECAM-signaler ger därför inte en korrekt SECAM-signal, till skillnad från PAL och NTSC. För att mixa två SECAM-signaler, måste de demoduleras, mixas och därefter återmoduleras igen. Förproduktion görs oftast i PAL, eller i komponentformat. Resultatet är sedan kodat eller överfört till SECAM för utsändning. Att minska kostnaderna för att driva TV-stationer är en orsak till en del länders övergång till PAL på senare år.
TV-mottagare nyligen sålda i SECAM-länder stödjer både SECAM och PAL och även på senare år kompositvideo-NTSC (dock ej vanliga utsändningar i NTSC vilket man normalt ändå inte kan ta emot med en vanlig TV-antenn). Även om äldre analoga videokameror (VHS, VHS-C) tillverkades i SECAM-versioner, spelade ingen av 8mm- eller Hi-bandmodellerna (S-VHS, S-VHS-C och Hi8) in i det direkt. Videokameror och videobandspelare med dessa standarder som såldes i SECAM-länder, var internt PAL. De använde interna SECAM- till PAL-konverterare för inspelningar av TV-program utsända i SECAM. Resultatet kunde bli konverterat tillbaka till SECAM i vissa modeller. De flesta som köpte sådan dyr utrustning borde ha en multistandard-TV och med en sådan skulle det inte behövas konvertering. Digitala videokameror eller DVD-spelare (bortsett från vissa tidiga modeller) accepterar inte eller ger ut en analog SECAM-signal. Hursomhelst är detta av minskande betydelse. Sedan 1980-talet använder de flesta inomeuropeiska videor den från Frankrike ursprungliga SCART-kontakten, vilket tillåter överföring av RGB-signaler mellan enheter. Detta eliminerar behovet av PAL-, SECAM- och NTSC-färgstandarder.
I allmänhet, är modern professionell utrustning helt digitaliserad, och använder komponentbaserade digitala anslutningar till exempel CCIR 601 för att eliminera behovet av någon analog behandling för den slutliga analoga signalen vid utsändning. Dock förekommer det fortfarande stora enheter med analog professionell utrustning, vanligen i länder i tredje världen. I de flesta fall sker all behandling inom TV-stationen i PAL och den utgående linjen är det en PAL till SECAM-omkodare innan det matas ut till sändaren. Detta därför omkopplare och effektmixers enkelt kan hantera PAL (eller NTSC) men SECAM-signalen kan inte mixas på samma vis p.g.a att färginformationen är frekvensmodulerad.

## Länder och territorier som använder SECAM
Detta är en lista på länder som för närvarande använder SECAM-standarden för TV-utsändning. Länder som har övergått till PAL eller DVB-T listas separat.

### Afrika
| - Benin - Burkina Faso - Burundi - Centralafrikanska republiken - Tchad - Kongo-Brazzaville - Kongo-Kinshasa - Elfenbenskusten - Djibouti - Ekvatorialguinea - Gabon - Libyen (Samsändning i PAL-B/G) | - Madagaskar - Mali - Mauretanien - Mauritius - Marocko - Niger - Rwanda - Réunion (se Frankrike) - Senegal - Togo - Tunisien |

### Asien
| - Afghanistan (Samsändning i PAL-B) - Kambodja (Samsändning i PAL-B/G) | - Nordkorea (Samsändning i PAL-D/K) - Saudiarabien (Samsändning i PAL-B) - Syrien (Samsändning i PAL-G) - Vietnam (Samsändning i NTSC-M) |

### Öar i Stilla Havet
| - Franska Polynesien (inkl. Tahiti) - Nya Kaledonien | - Wallis och Futuna |

### Europa
| - Andorra (övergick till DVB-T 2007) - Frankrike (övergick IPTV/ADSL och DVB-T 2011) | - Luxemburg (övergick till DVB-T 2006) - Monaco (Samsändning i PAL-G) |

### Forna SSSR
P.g.a. några små skillnader i den typ av SECAM som infördes i forna SSSR, listas forna SSSR-stater som införde SECAM separat.
| - Armenien - Azerbajdzjan - Vitryssland - Kazakstan - Kirgizistan | - Moldavien - Ryssland - Tadzjikistan - Turkmenistan - Uzbekistan |

### Amerika
| - Franska Guyana - Guadeloupe | - Saint-Pierre och Miquelon - Martinique |

## Övergång från SECAM till PAL
Några tidigare SECAM-länder som håller på att övergå till PAL eller är klara med övergången.

### Europa
| - Bulgarien (övergick 1994–1996) - Tjeckien (övergick 1992–1994) - Estland (övergick 1992–1999) - Östtyskland (övergick den 14 december 1990 p.g.a. den tyska återföreningen.) - Grekland (övergick cirka 1992) - Georgien (övergick på 2000-talet) - Ungern (övergick 1995–1996) | - Lettland (övergick 1997–1999) - Litauen (övergick 1997–1999) - Polen (övergick 1993–1995) - Slovakien (övergick 1993–1996) - Ukraina - Azerbajdzjan (övergick 2001) |

### Asien
| - Iran (Övergick till PAL 1998) - Irak | - Mongoliet (övergick 1983–1987) |

### Afrika
- Egypten (samsändning under några år, upphörde och övergick till PAL 1992)

Tjeckien, Slovakien, Ungern och de baltiska länderna ändrade även sin underliggande ljudbärvågsstandard från D/K till B/G vilken används i större delen av Västeuropa, för att underlätta användningen av importerad sändningsutrustning. Detta krävde även att tittarna köpte nya multistandard TV. De andra länderna har behållit den nuvarande standarden (B/G för forna Östtyskland och Grekland, D/K för övriga)